# Diego García (Geher)
Diego García Carrera (* 19. Januar 1996 in Madrid) ist ein spanischer Geher. 2018 wurde er Vizeeuropameister über 20 Kilometer.

## Sportliche Laufbahn
Diego García trat erstmals 2012 in landesweiten Wettkämpfen im Gehen an. Bei den Spanischen U18-Meisterschaften belegte er den zweiten Platz über 10.000 Meter. Bei den Meisterschaften der Erwachsenen belegte er den elften Platz über die gleiche Distanz, allerdings auf der Straße. 2013 konnte er bei den U18-Meisterschaften die Goldmedaille gewinnen. Einen Monat später nahm er in Donezk bei den U18-Weltmeisterschaften über 10.000 Meter teil. Dort lief er in 42:03,32 min eine neue Bestzeit, mit der er die Bronzemedaille gewinnen konnte. 2014 wurde García zunächst nationaler U20-Meister und trat Ende desselben Monats bei den U20-Weltmeisterschaften in Eugene an. Dort konnte er mit 39:51,59 min erneut eine neue Bestzeit aufstellen, die im Ziel die Silbermedaille bedeuteten. 2015 konnte er zunächst seinen U20-Titel gegen die nationale Konkurrenz verteidigen. Noch im selben Monat trat er, erneut über 10.000 Meter, bei den U20-Europameisterschaften in Eskilstuna an. Dort konnte er sich in 40:05,21 min zum Junioreneuropameister krönen. 2015 nahm er auch an seinen ersten Wettkämpfen über die Wettkampfdistanz von 20 Kilometer der Erwachsenen teilen. Aufgrund seiner guten Leistungen konnte er im August in Peking an seinen ersten Weltmeisterschaften teilnehmen. Dort lief er eine Zeit von 1:24:52 h und beendete den Wettkampf auf dem 29. Platz.
2016 wurde er Spanischer Vize-U23-Meister und Sechster bei den Meisterschaften der Erwachsenen, jeweils über 10.000 Meter. Im Juli 2017 startete García bei den U23-Europameisterschaften in Bydgoszcz, bei denen er in 1:22:29 h den Europameistertitel gewinnen konnte. Einen Monat später nahm er in London an seinen zweiten Weltmeisterschaften teil. Dort stellte in 1:20:34 h eine neue Bestzeit auf, mit denen er den 13. Platz belegte. 2018 verbesserte er sich zwei Monate vor den Europameisterschaften in Berlin auf 1:19:18 h. In Berlin kam er dann auf 1:20:48 h, mit denen er die Silbermedaille, hinter seinem Landsmann Álvaro Martín, gewinnen konnte. Ein ganz ähnliches Bild zeigte sich ein Jahr später. 2019 verbesserte sich García erneut in seinem letzten Wettkampf, diesmal vor den Weltmeisterschaften in Doha, bis auf 1:18:58 h. In Doha zwei Monate später, wo der Wettkampf unter extremen Wetter- und Hitzebedingungen stattfand, kam er dann nur auf 1:41:14 h, womit er den 35. Platz belegte. 2021 nahm er zum ersten Mal an den Olympischen Sommerspielen teil und belegte im Wettkampf, der wegen der klimatischen Bedingungen in Sapporo ausgetragen wurde, den sechsten Platz. 2022 nahm er im Juli an seinen insgesamt vierten Weltmeisterschaften teil. Er absolvierte die 20 km in 1:23:21 h, womit er den 16. Platz belegte. Einen Monat später trat er bei den Europameisterschaften in München an und konnte mit Bronze, nach Silber 2018, seine zweite EM-Medaille über 20 km gewinnen. 2023 trat er in Budapest erneut bei den Weltmeisterschaften an. Über 20 km kam er allerdings nicht über Platz 39 hinaus.
2024 trat García zunächst bei den Europameisterschaften in Rom an. Über 20 km belegte er den 14. Platz. Über die gleiche Distanz trat er im selben Jahr bei den Olympischen Sommerspielen in Paris an. Dort belegte er den 33. Rang.

## Wichtige Wettbewerbe
| Jahr                | Veranstaltung             | Ort                 | Platz               | Disziplin            | Zeit                |
| Startet für Spanien | Startet für Spanien       | Startet für Spanien | Startet für Spanien | Startet für Spanien  | Startet für Spanien |
| ------------------- | ------------------------- | ------------------- | ------------------- | -------------------- | ------------------- |
| 2013                | U18-Weltmeisterschaften   | Donezk              | 3.                  | 10.000 m Bahnengehen | 42:03,32 min        |
| 2014                | U20-Weltmeisterschaften   | Eugene              | 2.                  | 10.000 m Bahnengehen | 39:51,59 min        |
| 2015                | U20-Europameisterschaften | Eskilstuna          | 1.                  | 10.000 m Bahnengehen | 40:05,21 min        |
| 2015                | Weltmeisterschaften       | Peking              | 29.                 | 20 km Gehen          | 1:24:52 h           |
| 2017                | U23-Europameisterschaften | Bydgoszcz           | 1.                  | 20 km Gehen          | 1:22:29 h           |
| 2017                | Weltmeisterschaften       | London              | 13.                 | 20 km Gehen          | 1:20:34 h           |
| 2018                | Europameisterschaften     | Berlin              | 2.                  | 20 km Gehen          | 1:20:48 h           |
| 2019                | Weltmeisterschaften       | Doha                | 35.                 | 20 km Gehen          | 1:41:14 h           |
| 2021                | Olympische Sommerspiele   | Tokio               | 6.                  | 20 km Gehen          | 1:21:57 h           |
| 2022                | Weltmeisterschaften       | Eugene              | 16.                 | 20 km Gehen          | 1:23:21 h           |
| 2022                | Europameisterschaften     | München             | 3.                  | 20 km Gehen          | 1:19:45 h           |
| 2023                | Weltmeisterschaften       | Budapest            | 39.                 | 20 km Gehen          | 1:25:12 h           |
| 2024                | Europameisterschaften     | Rom                 | 14.                 | 20 km Gehen          | 1:22:56 h           |
| 2024                | Olympische Sommerspiele   | Paris               | 33.                 | 20 km Gehen          | 1:23:10 h           |

## Persönliche Bestleistungen
Freiluft
- 5000-m-Bahngehen: 19:03,16 min, 24. Juni 2015, Plasencia
- 5-km-Gehen: 20:38 min, 18. November 2017, Toledo
- 10.000-m-Bahngehen: 39:13,43 min, 22. April 2023, Léon
- 10-km-Gehen: 38:49 min, 16. Mai 2022, Madrid
- 20-km-Gehen: 1:18:19 h, 18. Mai 2024, La Coruña
- 35-km-Gehen: 2:29:04 h, 26. Februar 2023, Cieza

Halle:
- 3000-m-Bahngehen: 11:06,57 min, 25. Februar 2018, Glasgow